# LaSalle (Montreal)
LaSalle ist eines von 19 Arrondissements der Stadt Montreal in der kanadischen Provinz Québec. Vor 2002 war es eine eigenständige Gemeinde. Im Jahr 2011 zählte der 16,3 km² große Stadtbezirk 74.276 Einwohner.

## Geographie

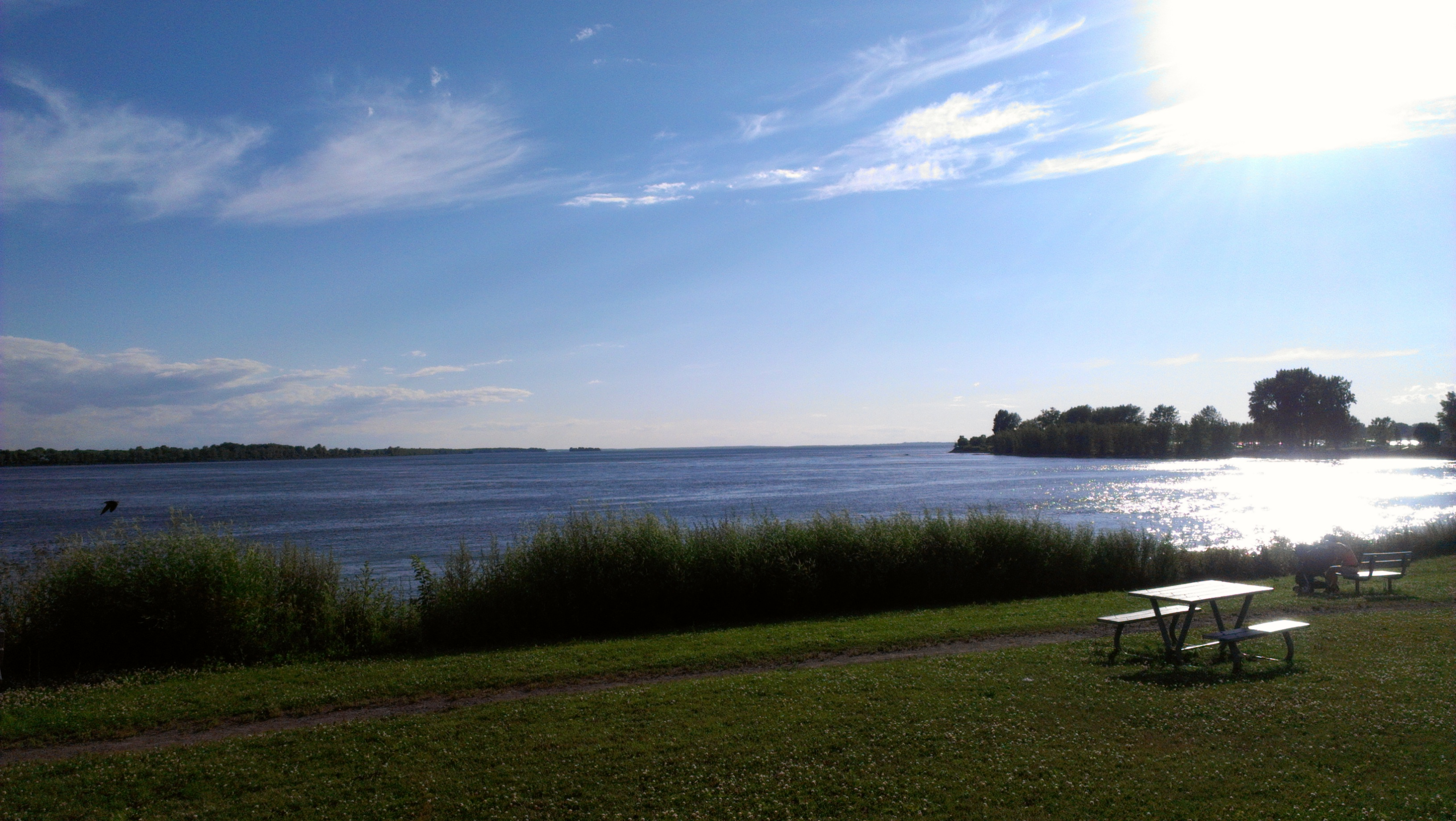
Sankt-Lorenz -Fluss von LaSalle Blvd. gesehen Fahrradweg.

LaSalle liegt im Südosten der Île de Montréal, am Ufer des Sankt-Lorenz-Stroms. Die Pont Honoré-Mercier (Autobahnbrücke) und die Pont Ferroviaire Saint-Laurent (Eisenbahnbrücke) führen über den Strom zum Festland. Der Lachine-Kanal bildet die nordwestliche Grenze. Ebenfalls zum Arrondissement gehören unbewohnte Inseln inmitten der Lachine-Stromschnellen: die Île aux Hérons (Reiherinsel), die Île aux Chèvres (Ziegeninsel), die Sept Sœurs (Sieben Schwestern) und die Île au Diable (Teufelsinsel). Benachbarte Arrondissements der Stadt Montreal sind Lachine im Nordwesten, Le Sud-Ouest im Norden und Verdun im Nordosten.

## Geschichte
1676 richtete Bischof François de Montmorency-Laval die Pfarrei Saints-Anges-de-Lachine ein, die drittälteste auf der Insel. Beim Dorf befand sich eine bedeutende Portage, da Lastkähne die Stromschnellen nicht passieren konnten und die Waren deshalb über Land transportiert werden mussten. Dieses Hindernis wurde 1825 mit der Eröffnung des Lachine-Kanals beseitigt. 1848 spaltete sich das Dorf Lachine von der Pfarrei ab. 1855 erfolgte die Gründung der selbstverwalteten Gemeinde Saints-Anges-de-Lachine. Diese erhielt 1912 den Stadtstatus und benannte sich in LaSalle um, in Erinnerung an Robert Cavelier de La Salle, dem die Grundherrschaft über das Gebiet einst gehört hatte.
Zu diesem Zeitpunkt zählte der Ort rund 500 Einwohner. Ab Mitte der 1920er Jahre entwickelte sich LaSalle jedoch zu einem der wichtigsten Industriestandorte der Region, was auch eine markante Bevölkerungszunahme zur Folge hatte. Bedeutende Unternehmen, die sich hier ansiedelten, waren unter anderem eine Seagram-Schnapsbrennerei und eine Labatt-Brauerei. Allein zwischen 1956 und 1976 vervierfachte sich die Einwohnerzahl (von knapp 19.000 auf rund 76.000), um sich dann zu stabilisieren.
Am 1. Januar 2002 fusionierte LaSalle mit der Stadt Montreal und bildet seither ein Arrondissement. Gegen die von der Provinzregierung verfügte Fusion kam ein Referendum zustande. Zwar stimmte eine Mehrheit am 20. Juni 2004 für die Loslösung, doch das erforderliche Quorum (Zustimmung von 35 % aller Stimmberechtigten) wurde nicht erreicht.

## Bevölkerung
Gemäß der Volkszählung 2011 zählte LaSalle 74.276 Einwohner, was einer Bevölkerungsdichte von 4557 Einwohnern/km² entspricht. Von den Befragten gaben 39,7 % Französisch und 27,5 % Englisch als Muttersprache an. Weitere bedeutende Sprachen sind unter anderem Italienisch (7,0 %), Spanisch (3,5 %), Chinesisch (2,6 %), Arabisch (2,4 %) und Panjabi (2,4 %).

## Sehenswürdigkeiten
- Lachine-Kanal

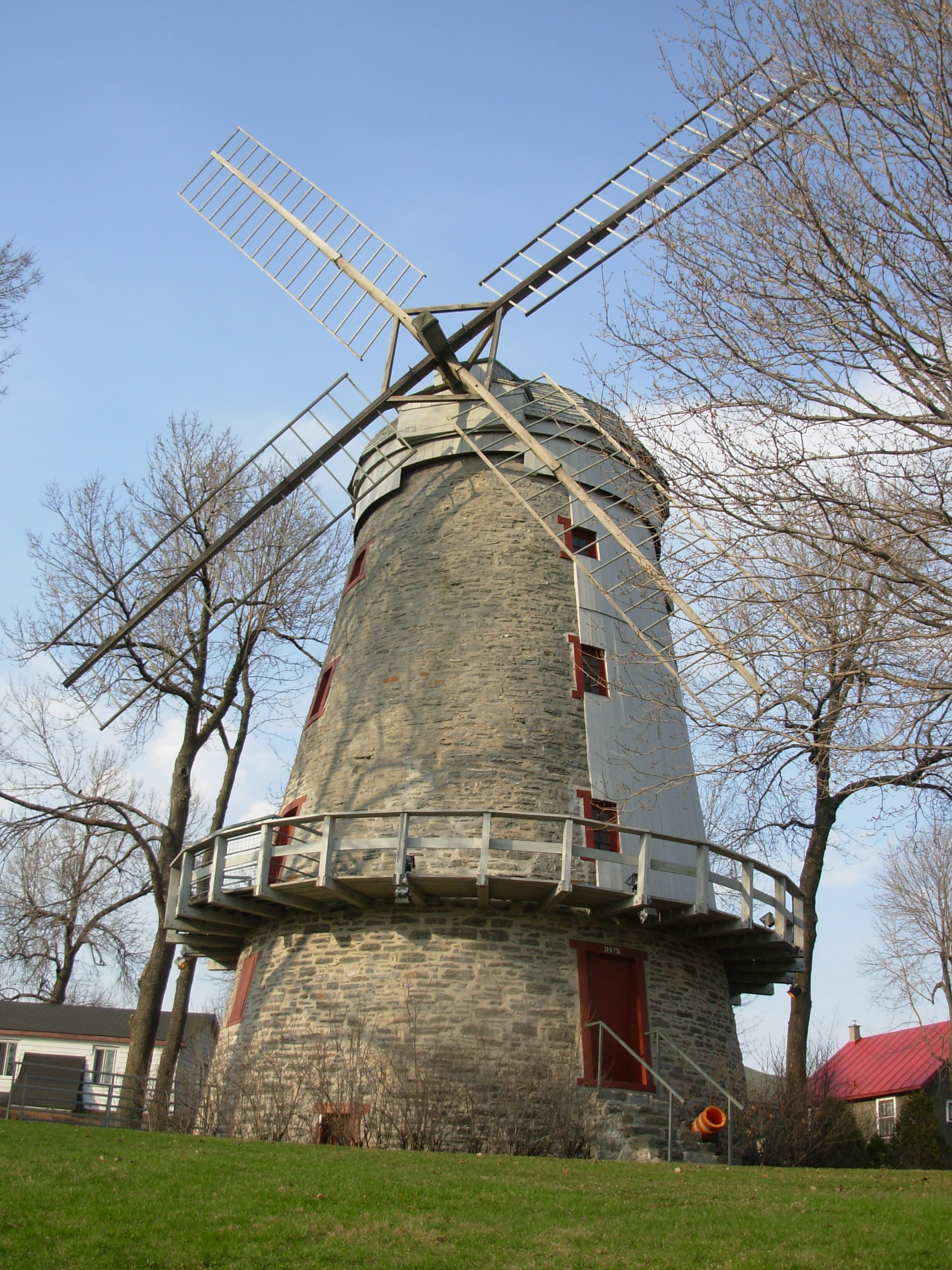
Fleming-Windmühle

- Parc des Rapides mit Lachine-Stromschnellen
- Canal de l’Aqueduc
- Fleming-Windmühle

## Persönlichkeiten
- Jacques Lemaire (* 1945), Eishockeyspieler und -trainer
- Gaetano Orlando (* 1962), Eishockeyspieler, -trainer und -scout
- Jeff Chychrun (* 1966), Eishockeyspieler
- Stéphane Rousseau (* 1966), Schauspieler und Komödiant
- Patrick Carpentier (* 1971), Rennfahrer
- Marie-Élaine Thibert (* 1982), Sängerin
- Rick Genest (1985–2018), Model und Performancekünstler
- Anthony Stewart (* 1985), Eishockeyspieler
- Nicolas Deslauriers (* 1991), Eishockeyspieler
- William Carrier (* 1994), Eishockeyspieler
- Nicolas Meloche (* 1997), Eishockeyspieler